# Mapa de Chialvo

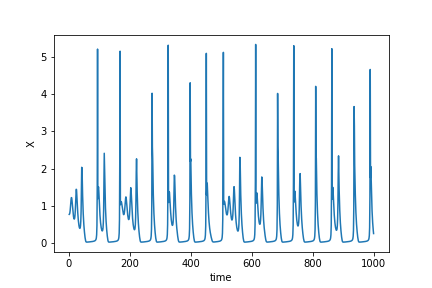
Variable d'activació en funció del temps per al règim caòtic

El mapa de Chialvo és un mapa bidimensional proposat per Dante R. Chialvo l'any 1995 per descriure la dinàmica genèrica dels sistemes excitables. El model s'inspira en l'enfocament numèric de la xarxa de mapes acoblats (CML) de Kunihiko Kaneko que considera el temps i l'espai com a variables discretes però l'estat com a contínua. Més tard, Rulkov va popularitzar un enfocament similar. Mitjançant només tres paràmetres, el model és capaç d'imitar de manera eficient la dinàmica neuronal genèrica en simulacions computacionals, com a elements únics o com a parts de xarxes interconnectades.

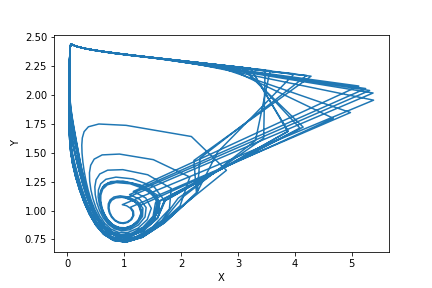
Solució de les equacions del mapa de Chialvo per al règim caòtic

## El model
El model és un mapa iteratiu on a cada pas de temps, el comportament d'una neurona s'actualitza com les equacions següents:{\displaystyle {\begin{aligned}x_{n+1}=&f(x_{n},y_{n})=x_{n}^{2}\exp {(y_{n}-x_{n})}+k\\y_{n+1}=&g(x_{n},y_{n})=ay_{n}-bx_{n}+c\\\end{aligned}}}en quin, {\displaystyle x} s'anomena variable d'activació o potencial d'acció, i {\displaystyle y} és la variable de recuperació. El model té quatre paràmetres, {\displaystyle k} és una pertorbació additiva depenent del temps o un biaix constant, {\displaystyle a} és la constant de temps de la recuperació {\displaystyle (a<1)}, {\displaystyle b} és l'activació-dependència del procés de recuperació {\displaystyle (b<1)} i {\displaystyle c} és una constant de compensació. El model té una rica dinàmica, que presenta des d'un comportament oscil·latori fins a un comportament caòtic, així com respostes no trivials a petites fluctuacions estocàstiques.

Exemple d'ones espirals per al mapa bidimensional de Chialvo en gelosia 100 x 100 i paràmetres a=0,89, b=0,6, c=0,26 i k=0,02.

Evolució del potencial X en funció del temps en una xarxa de 500x500 per a un règim caòtic amb paràmetres a=0,89, b=0,18, c=0,28 i k=0,026.